# ヴァイローチャナ

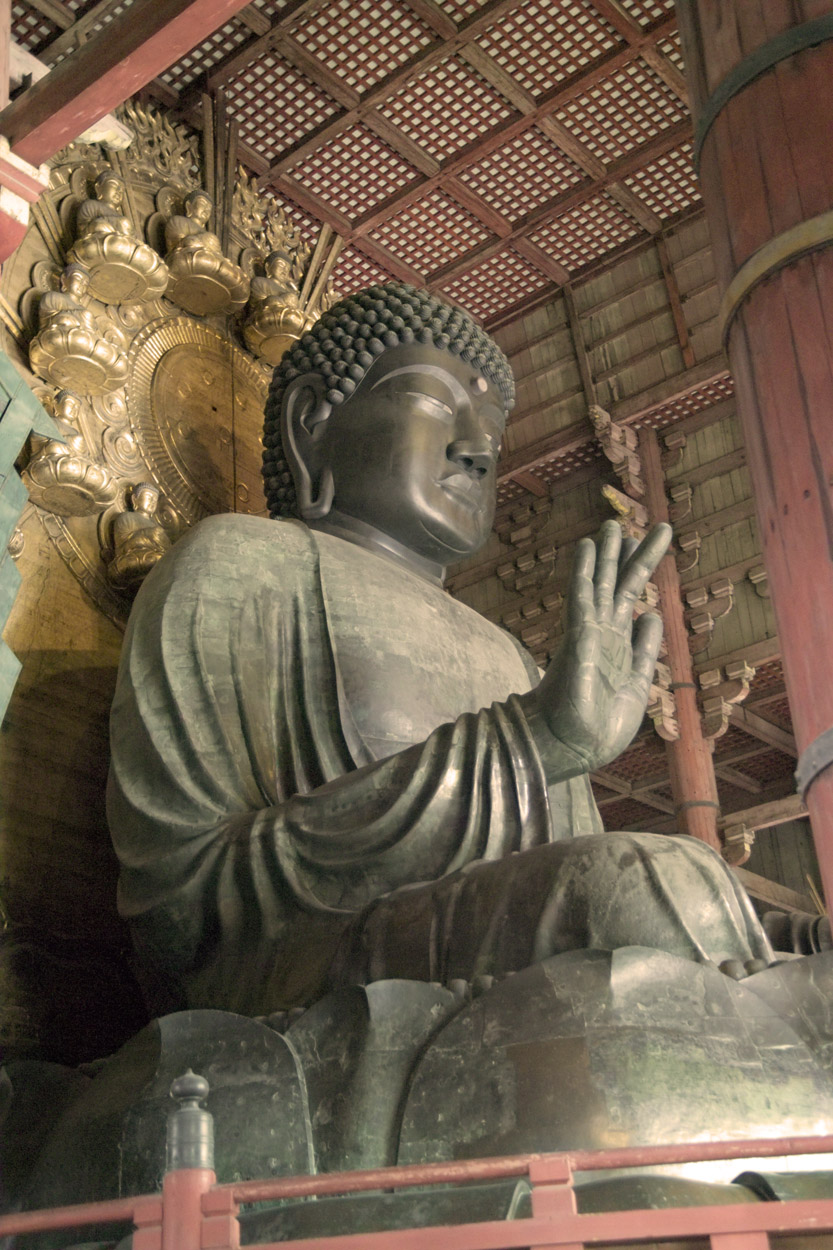
東大寺の毘盧舎那仏

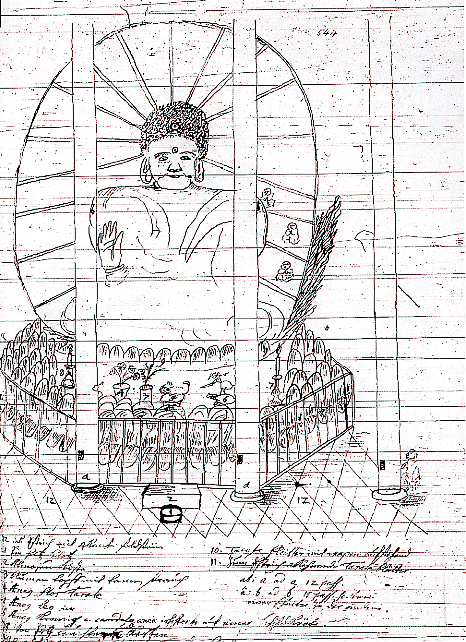
エンゲルベルト・ケンペルによる、かつて存在した方広寺大仏(京の大仏)のスケッチ。

ヴァイローチャナ（Vairocana, 梵: वैरोचन）は、インド神話を起源とするアスラ神族の王（阿修羅王）の名で、日本名を毘盧遮那仏（ビルシャナ）、あるいは略してルシャナ仏とも言う。
華厳教の教主であり、いわゆる奈良の大仏様は、当仏の像である。現存しないが、方広寺大仏（京の大仏）も毘盧遮那仏であった。
また密教の五部族の仏陀（五禅定仏）における主尊である大日如来も表し、特にマハー・ヴァイローチャナ（摩訶毘盧遮那仏：Mahāvairocana）と「マハー（偉大な、真の）」が付いた場合は、この意味に限定される。
ヴィローチャナといった場合は、『チャーンドーギア・ウパニシャッド』第8章に登場する阿修羅王で阿修羅王ヴァイローチャナの父となる。

## 阿修羅王とヴァイローチャナ
渡辺照宏は、
と述べている。
宮坂宥勝（高野山大学）は、
と述べている。